# قاهر (تريم)

تعديل مصدري - تعديل

قاهر هي إحدى قرى عزلة تريم بمديرية تريم التابعة لمحافظة حضرموت، بلغ تعداد سكانها 826 نسمة حسب تعداد اليمن لعام 2004.